# Charlotte Aagaardová
Charlotte Aagaardová (* 1. prosince 1977) je bývalá dánská profesionální tenistka.
Aagaardová reprezentovala dánský tým na Fed Cupu v celkem 16 zápasech v letech 1995 až 2001.
Na profesionálním turné se Aagaardová zúčastnila turnajů okruhu ITF a vyhrála šest titulů ve čtyřhře.

## Finále ITF

### Dvouhra: 5 (0–5)
| Výsledek | Pořadí | Datum             | Turnaj                              | Povrch | Oponent             | Skóre         |
| -------- | ------ | ----------------- | ----------------------------------- | ------ | ------------------- | ------------- |
| Prohra   | 1.     | 25. září 1995     | Antalya, Turecko                    | Tvrdý  | Stefanie Meyerová   | 2–6, 0–6      |
| Prohra   | 2.     | 16. prosince 1996 | Kapské Město, Jihoafrická republika | Tvrdý  | Lara van Rooyenová  | 6–7(6), 0–6   |
| Prohra   | 3.     | 27. července 1998 | Katánie, Itálie                     | Antuka | Sandra Mantlerová   | 6–2, 2–6, 4–6 |
| Prohra   | 4.     | 12. října 1998    | Nikósie, Kypr                       | Antuka | Eszter Molnárová    | 1–6, 4–6      |
| Prohra   | 5.     | 26. června 2000   | Båstad, Švédsko                     | Antuka | Maria Wolfbrandtová | 2–6, 0–6      |

### Čtyřhra: 8 (6–2)
| Výsledek | Pořadí | Datum             | Turnaj                              | Povrch | Partner                 | Oponent                                           | Skóre         |
| -------- | ------ | ----------------- | ----------------------------------- | ------ | ----------------------- | ------------------------------------------------- | ------------- |
| Výhra    | 1.     | 22. prosince 1996 | Kapské Město, Jihoafrická republika | Tvrdý  | Maiken Papeová          | Natalie Grandinová Alicia Pillayová               | 5–7, 6–2, 6–3 |
| Prohra   | 1.     | 21. dubna 1997    | Biograd, Chorvatsko                 | Antuka | Katia Altiliaová        | Katarina Srebotniková Jelena Kostanićová Tošićová | 4–6, 2–6      |
| Výhra    | 2.     | 6. října 1997     | Soluň, Řecko                        | Tvrdý  | Katia Altiliaová        | Nóra Kövesová Adrienn Hegedűsová                  | 7–6(5), 6–1   |
| Výhra    | 3.     | 19. října 1997    | Nikósie, Kypr                       | Antuka | Katia Altiliaová        | Eva Krejčová Ľudmila Cervanová                    | 6–4, 7–5      |
| Výhra    | 4.     | 19. ledna 1998    | Båstad, Švédsko                     | Tvrdý  | Maiken Papeová          | Gabriela Chmelinová Michaela Paštiková            | 7–6(5), 6–3   |
| Prohra   | 2.     | 28. září 1998     | Lleida, Španělsko                   | Antuka | Maria Rasmussenová      | Patricia Aznarová Mariam Ramón Climentová         | 2–6, 0–6      |
| Výhra    | 5.     | 2. listopadu 1998 | Rungsted, Dánsko                    | Tvrdý  | Maiken Papeová          | Gülberk Gültekinová Karina Karnerová              | 6–4, 6–2      |
| Výhra    | 6.     | 12. července 1999 | Sezze, Itálie                       | Antuka | Nino Louarsabishviliová | Eva Belblová Shelley Stephensová                  | 6–2, 6–2      |